# Décès en 1074
Décès
- 1070
- 1071
- 1072
- 1073
- 1074
- 1075
- 1076
- 1077
- 1078

Cette page dresse une liste de personnalités mortes au cours de l'année 1074 :
- 7 février : Pandolf IV de Bénévent, co-prince de Bénévent.
- 2 mars : Fujiwara no Yorimichi, régent Fujiwara et fondateur de la salle du phénix du Byodoin de Uji.
- 26 avril : Hermann Ier de Brisgau, comte de Brisgau, margrave de Vérone.
- 6 mai : Dúnán (en), évêque de Dublin.
- 1er juin : Malguin, prélat français.
- 25 octobre : Shōshi, impératrice du Japon.

- Benoît X, Giovanni dei Conti di Tuscolo, né Jean Mincius, est un évêque, cardinal italien puis antipape.
- Pierre Bernard de Foix, comte de Couserans.
- Gausfred II de Roussillon (en), comte de Roussillon.
- Petar Krešimir IV de Croatie, roi de Croatie.
- Josselin de Porhoët, noble breton, ancêtre des Rohan[1].
- Qarin II (en), souverain des Bawandides.
- Raimbaud, aventurier normand.
- Raimond-Bernard Trencavel, vicomte d’Albi et de Nîmes.
- Raoul IV de Vexin, ou Raoul III de Valois dit aussi Raoul de Crépy, comte de Valois, de Vexin et d'Amiens.
- Joseph Tarchaniotès, général byzantin.
- Théodose des Grottes, également appelé Théodose de Kievo-Petcherski ou encore Théodose des cryptes ou encore Feodosij Pecherskij, fondateur du monastère des Grottes à Kiev, considéré comme l'un des pères du monachisme russe.
- Wugunai, chef des Wanyan (Chine).
- Yang Wenguang, général chinois.

date incertaine
- avant le 8 août : Mainardo (cardinal, 1049)

## Crédit d'auteurs
- Cet article est partiellement ou en totalité issu de l'article intitulé « 1074 » (voir la liste des auteurs).